# Nábřeží Járy Cimrmana
Nábřeží Járy Cimrmana je ulice/nábřeží v historickém centru města Lipník nad Bečvou v okrese Přerov v Olomouckém kraji v nížině Bečevská brána.

## Historie a popis místa
Ulice byla v roce 2007 přejmenována na Nábřeží Járy Cimrmana. Slavnostního aktu se zúčastnil také jeden z předních cimrmanologů – Ladislav Smoljak. Ulice je pojmenována podle českého fiktivního génia a světoběžníka Járy Cimrmana. Zajímavostí je, že ulice/nábřeží nevede kolem žádné vodní plochy. Vodu (resp. mořskou hladinu), západ slunce na nábřeží, atmosféru druhé poloviny 19. století a celou řadu vynálezů z Cimrmanovy doby, lze viděl jen namalované na zdi a dveřích této ulice. Součástí uliční malby jsou letící horkovzdušný balon, obloukové lampy, velociped, romantická procházka dámy se slunečníkem po nábřeží a jízda na fiakru. Název uličky vyšel z ankety vyhlášené místní radnicí. Nábřeží Járy Cimrmana koresponduje s Cimrmanovou snahou umožnit nám (Čechům – suchozemcům), nádherný pohled na mořskou hladinu a to bez dlouhého a nákladného cestování k moři.

## Další informace
Nábřeží je celoročně volně přístupné.

## Galerie

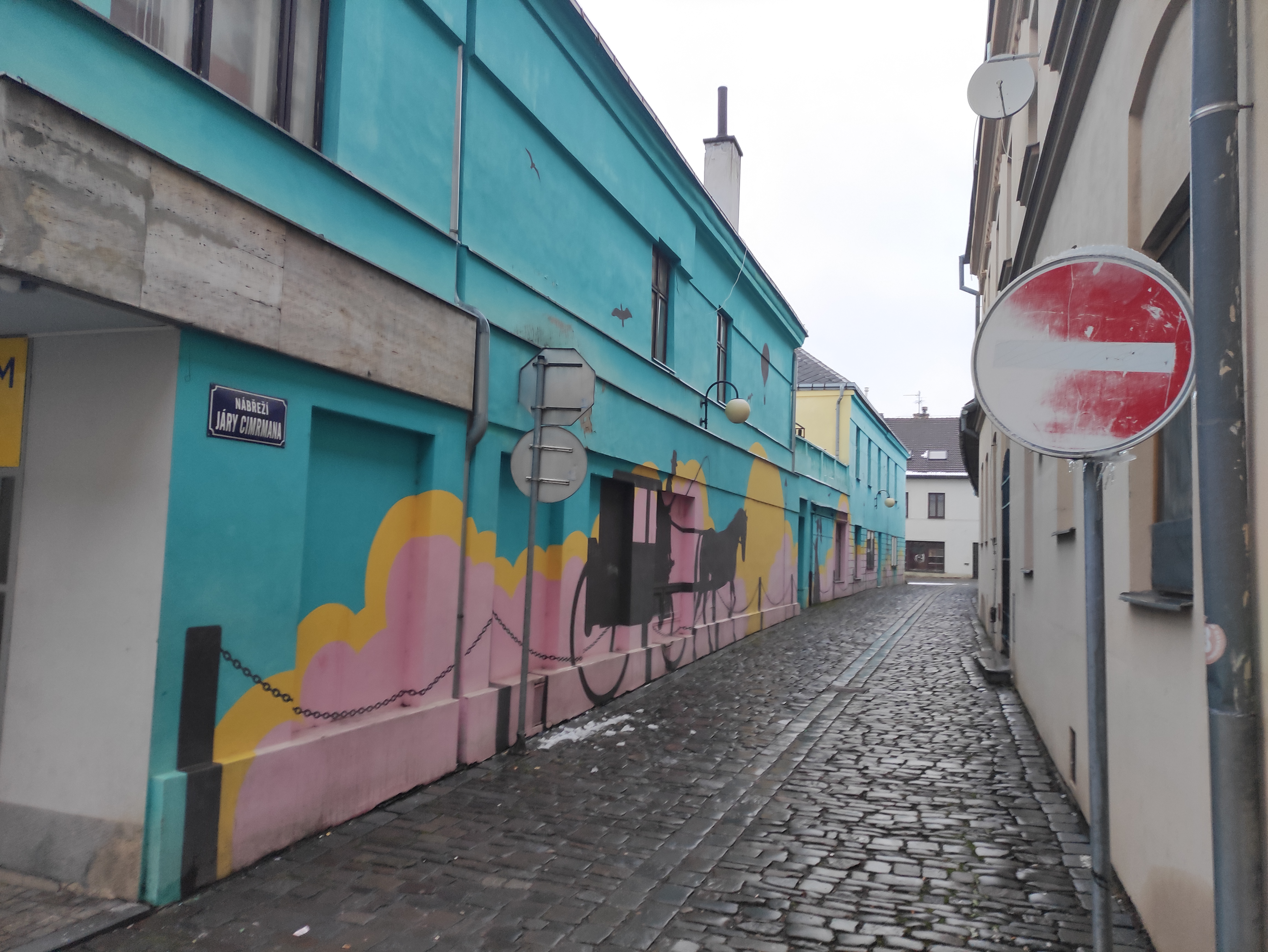
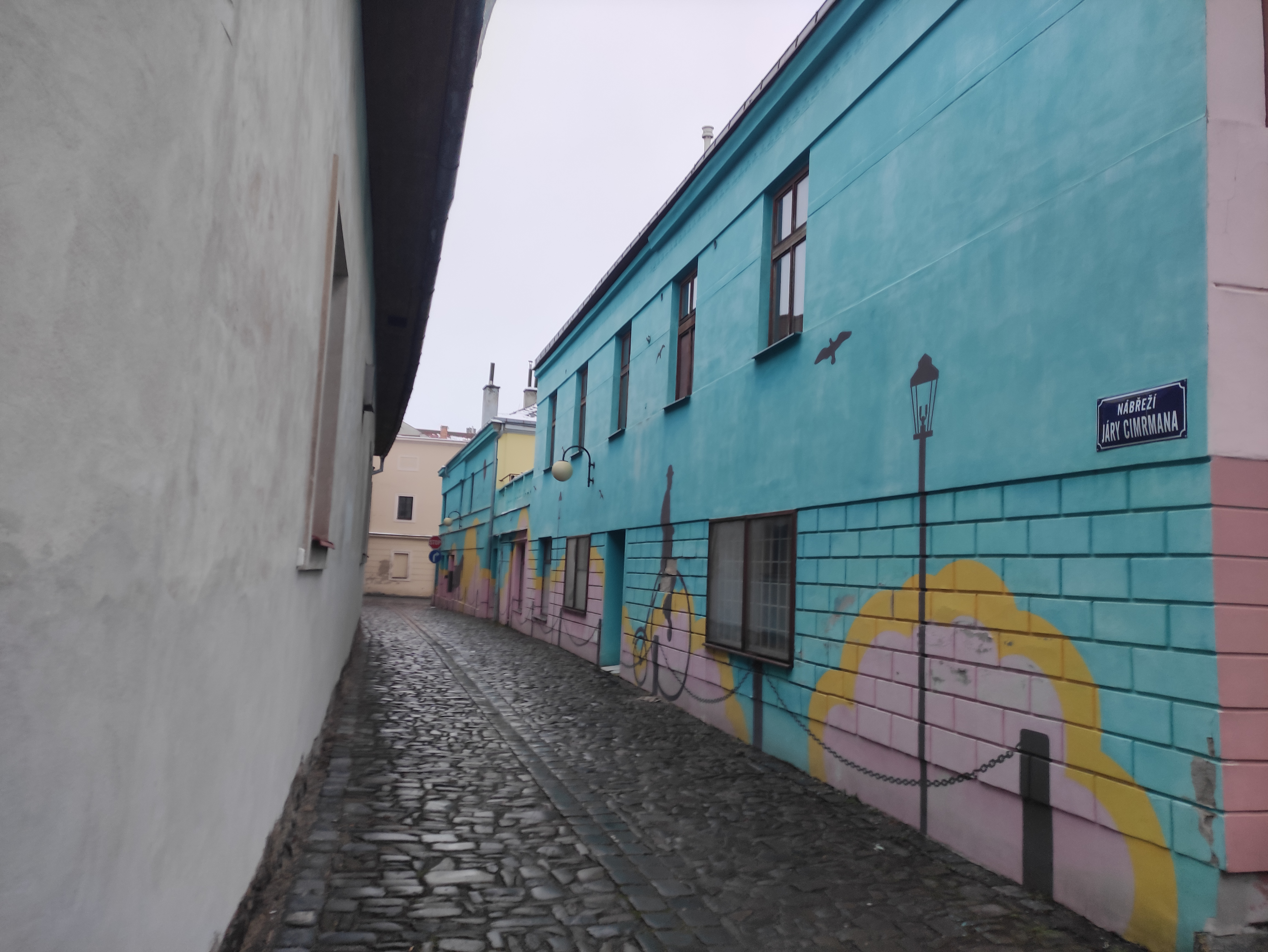